# Il cieco
Il cieco è un film muto italiano del 1919 diretto da Eduardo Bencivenga.